# Eliurus myoxinus
Eliurus myoxinus là một loài động vật có vú trong họ Nesomyidae, bộ Gặm nhấm. Loài này được Milne-Edwards mô tả năm 1885.